# Den Slesvigske Forening (1920)
Den Slesvigske Forening blev oprettet i juni 1920 af redaktør Ernst Christiansen som kulturel og politisk hovedorganisation for det danske mindretal syd for den nye dansk-tyske grænse. I Flensborg, Harreslev og Kobbermølle var Den Slesvigske Forening delt i flere selvstændige distrikter, dertil kom selvstændige afdelinger i Slesvig, Tønning og i landsogne. Foreningen i Flensborg nåede i 1920 et medlemstal på ca. 4.700. I 1923 havde foreningen et samlet medlemstal på 8.893. Mod slutningen af 2. verdenskrig faldt tallene på 2.728.
Den Slesvigske Forening fungerede også som partiforening ved de tyske valg. Stemmetallene kulminerede i 1924 med 4.569 stemmer ved byrådsvalget i Flensborg og 6.786 ved rigsdagsvalget. I det øvrrige Sydslesvig lå stemmetallet ved rigsdagsvalget på ca. 1.000 stemmer .
Den Slesvigske Forening blev ledet af den udvidede bestyrelse. Fra 1939 til 1946 bestod der også et såkaldt Folkeråd som samlende ledelse for hele mindretallet. Efter oprettelsen af Sydslesvigsk Vælgerforening i 1948 skiftede foreningen navn til Sydslesvigsk Forening.